# ケプ駅
ケプ駅（ベトナム語：Ga Kép / 𥩤𠄳?）はベトナムのバクザン省に位置するベトナム鉄道の駅である。標準軌（1,435mm）およびメーターゲージ（1,000mm）の両方の列車が乗り入れる。

## 利用可能な路線
ベトナム鉄道
ハノイ・ドンダン線
ケプ・ルーサー線
ケプ・カイラン線

## 隣の駅
ベトナム鉄道
ハノイ・ドンダン線
フォチャン駅 - ケプ駅 - ヴォイソー駅
ケプ・ルーサー線
ケプ駅 - カウティエン駅
ケプ・カイラン線
ケプ駅 - バオソン駅